# 天水之战 (32年)
天水之战，东汉建武八年（32年），东汉平陇西之战时，光武帝刘秀率军进攻隗嚣天水郡的战役。
建武八年正月，中郎将来歙攻下隗嚣的略阳，隗嚣兵衰。四月，刘秀亲自带领吴汉、岑彭、耿弇、盖延等率军数万进攻陇西。抵达漆县，将领们以为险地不宜深入。马援向光武帝介绍进军路线。光武帝大喜，第二天进军抵达高平第一城（今宁夏固原），凉州牧窦融率河西敦煌郡、酒泉郡、张掖郡、武威郡、金城郡五郡太守和羌族、小月氏等步骑数万、辎重五千车会合刘秀，分路攻陇。隗嚣属下大将十三人、部众十万余人不战而降，隗嚣逃到西城，公孙述派来援救的军队在李育、田弇率领下逃至上邽。汉军占天水郡十六属县，刘秀派吴汉围攻西城，耿弇围攻上邽。隗嚣军基本上被汉军歼灭。